# پایی، تانک
پایی (به انگلیسی: Pai) یک منطقهٔ مسکونی در پاکستان است که در خیبر پختونخوا واقع شده‌است.